# Cucullia pallidistria
Cucullia pallidistria là một loài bướm đêm trong họ Noctuidae.